# تپه دیوار یک لنگ
تپه دیوار یک لنگ مربوط به دوره اشکانیان است و در شهرستان زابل، بخش شیب آب، دهستان محمدآباد، ۵۰۰ متری جنوب روستای شهرک میر واقع شده و این اثر در تاریخ ۲۷ اسفند ۱۳۸۶ با شمارهٔ ثبت ۲۲۶۵۱ به‌عنوان یکی از آثار ملی ایران به ثبت رسیده است.